# اسب نسایی
اسب نسایی یک نژاد باستانی و منقرض شده از نژادهای اسب است. این نژاد در اصل بومی شهر نیسایا (Nisaia) بود که در دشت‌های نسایی (در قسمت جنوبی از دامنهٔ کوه‌های زاگرس یا سایر مناطقی که در ادامه اشاره می‌گردد)، واقع شده بود. این اسب خواهان زیادی در دنیای باستان داشت. گفته شده‌است که اسب نسایی در رنگ‌های متفاوتی وجود داشته، شامل رنگ‌های معمول مانند کهر تیره کرنگ.نیله و قهوه‌ای سوخته و همچنین رنگ‌های نادر مانند مشکی خالص، قرمز و آبی قزل، و خال خالی. گفته شده‌است که اسب نسایی باستانی در مقایسه با اسب‌های خالص بعدی که بعدها در تمدن ایران به وجود آمد و سری قلمی داشتند، سری ستبر و نیرومند داشتند که مشخصه اسب‌های جنگی بودند. این مطلب این فرضیه را القا می‌کند که شاید اسب‌های نسایی از نسل نمونه اولیه اسب جنگل باشند. 

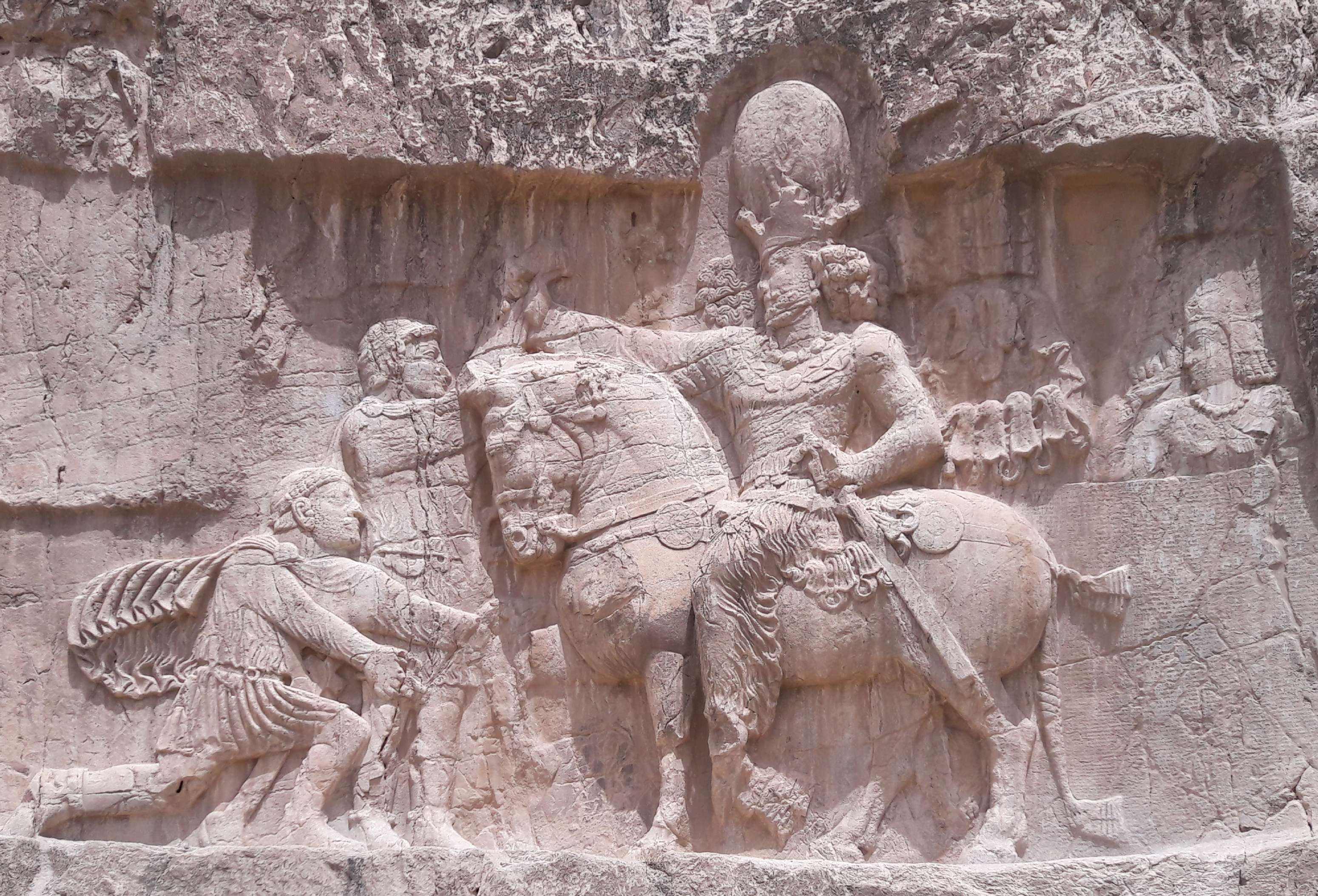
سنگ‌نگاره پیروزی شاپور بر امپراتوران روم _ نقش رستم

## تاریخچه اسب نسایی
یونانیان باستان آن را به خاطر نیسا که محل پرورش آن اسب بود، اسب نسایی می‌گفتند و چینی ها آن را اسب آسمانی یا اژدهای گیاهخوار می‌گفتند! آن اسب با ارزش‌ترین اسب در دنیای باستان بود و به عنوان زیباترین اسبی که تاکنون وجود داشته شناخته شده‌است. اسب‌های نسایی سلطنتی نشانی از اشرافیت در ایران باستان بودند. دو اسب نسایی نر سفید، ارابه سلطنتی را می‌کشیدند در حالی که چهار تا از این اسبان شاهی ارابه اهورامزدا را می‌کشیدند.
در طول سلطنت داریوش، اسب نسایی از ارمنستان تا ازبکستان نیز پرورش می‌یافت. اسب نسایی خواهان بسیاری داشت و یونانیان (به ویژه اسپارتانها) اسب نسایی را بعدها وارد کردند و آن را در اسطبلهای خودشان پرورش دادند و بسیاری از قبایل کوچ‌نشین (مانند Scythians) در درون و اطراف امپراتوری پارس نیز اسب‌های نسایی را گرفتند، وارد کردند یا دزدیدند.
اسب نسایی برای اولین بار به‌طور گسترده توسط A.T. Olmstead به تفصیل در تاریخچه او از امپراتوری پارس توصیف شد. اسب‌های سفید خالص اسبای شاه و خدایان بودند. کوروش بزرگ وقتی که یکی از اسبهایش هنگام گذشتن از رودخانه غرق شد، بسیار پریشان گشت و جایی از رودخانه را که اسبش در آن غرق شده بود، خشکاند. او معتقد بود که هر چیزی که بتواند چنین موجود زیبایی را بکشد، نباید اجازه حرکت داشته باشد.
Olmstead همچنین نوشته‌است که سرچشمه مبارزات آشوری‌ها در حمله به مادها، اسب‌های نسایی ایشان بود چرا که مادها اولین پرورش دهندگان اسب نسایی بودند.
اسب‌های نسایی آنقدر معروف بودن که امپراتور چین (Wu-ti) در سال ۱۳۰ قبل از میلاد یک ژنرال به نام چانگ چین (Chang Ch'ien) را برای خرید آن‌ها عازم ایران کرد. او هر چند در مأموریتش ناموفق بود ولی سفرش باعث بازشدن راه ابریشم به سمت غرب شد.
قرن‌ها بعد، پادشاه ایرانی شاپور اول در زمان ساسانیان یک اسب سفید نسایی زیبا را به یهودیان هدیه داد. به عقیده یهودیان، موعودشان (Messiah) با یک الاغ یا قاطر خواهد آمد از این رو وی را همان موعود خواندند (تلمود بابلی – Sanhedrin 98a)
رومی‌ها اولین مواجهه‌شان با اسب‌های نسایی در زمان اشکانیان در نبرد Carrhae بود. ژنرال کراسوس در مقابل ژنرال بزرگ اشکانی سورنا مغلوب شد و سرش در ۳۶ قبل از میلاد به ارد دوم (ارد بزرگ ) (orod) تقدیم گشت. آنتونی به خونخواهی کراسوس با ۱۶ سپاه منطقه آتروپاتن ماد را ویران کرد ولی با ۱۰۰۰۰۰ پیاده نظام و ۱۰۰۰۰ سواره نظام که حتی از اسپانیا هم آورده شده بودند و از این‌ها ۳۰۰۰۰ نفر لژیونر رومی بودند، اشکانیان اجازه پیروزی به وی ندادند و او در عصبانیت پیروزی از دست رفته، ارمنستان را ویران کرد و شاه ارمنستان، آرتاواسدس را به مصر بازگرداند. در میان غنایمی که نصیبش شد اولین اسب‌های نسایی بودند که وارد رم شدند و وقتی که آنتونی مرد، اسبهایش به دست اوتوس افتاد.

## مشخصات
با توجه به منبعی، اسب نسایی بلند و فرز و چابک بود و دو پهلوی آن را رنگ‌هایی متفاوت آراسته بود. بعضی از آن‌ها مانند پلنگ نقطه نقطه بودند و بعضی مانند یک سکه تازه ضرب شده، طلایی بودند. بقیه قرمز و آبی قزل با نقاط تیره در بدن بودند. اسب‌های نسایی قابلیت‌های جالبی داشتند که به فرزندانشان منتقل می‌کردند. یکی از آن‌ها استخوانی دستگیره مانند در قسمت پیشانی آن‌ها بود (horns) که اغلب به عنوان شاخ در نظر گرفته می‌شد. یونانیان بعدها اسب‌های زیادی به شبه جزیره ایبری (قسمتهایی از پرتغال، اسپانیا و فرانسه و...) صادر کردند، جایی که اسب نسایی تأثیر عمیقی بر اجداد اسب‌های ایبری کنونی گذاشت از قبیل کاردوسین، لوسیتانو، آندولسی، بارب و موستانگ اسپانیایی. سکه‌های نقره‌ای از زمان کوروش بزرگ او را در حالی که با نیزه بر پشت اسب، شیرها را شکار می‌کند نشان می‌دهد. به راحتی می‌توان تعبیر کرد که شجاعت و قابلیت کنترل اسب‌ها بسیار مهم‌تر از رنگ در این موقعیتها می‌باشد و در حالت سواری بدون رکاب (در زمان کوروش رکاب وجود نداشت) نیاز به یک سواری نرم و راحت وجود داشت بنابراین می‌توان تصور کرد که اسب نسایی در برابر سایر اسب‌های موجود در آن زمان مسلماً سواری بسیار نرمتری داشته‌است.

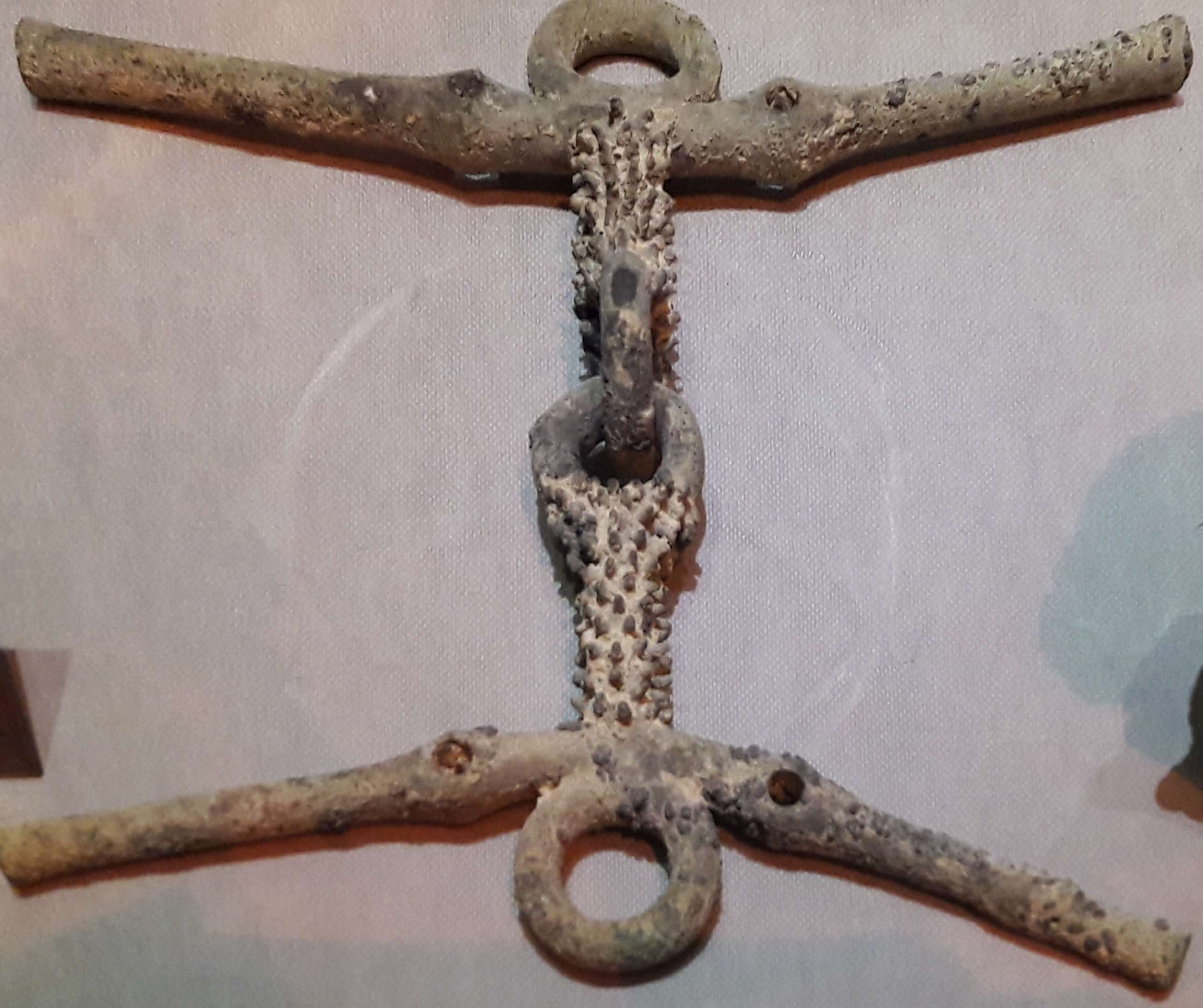
دهنه اسب احتمالاً مربوط به اسبان نسایی مربوط به دوره هخامنشیان _ موزه هخامنشی

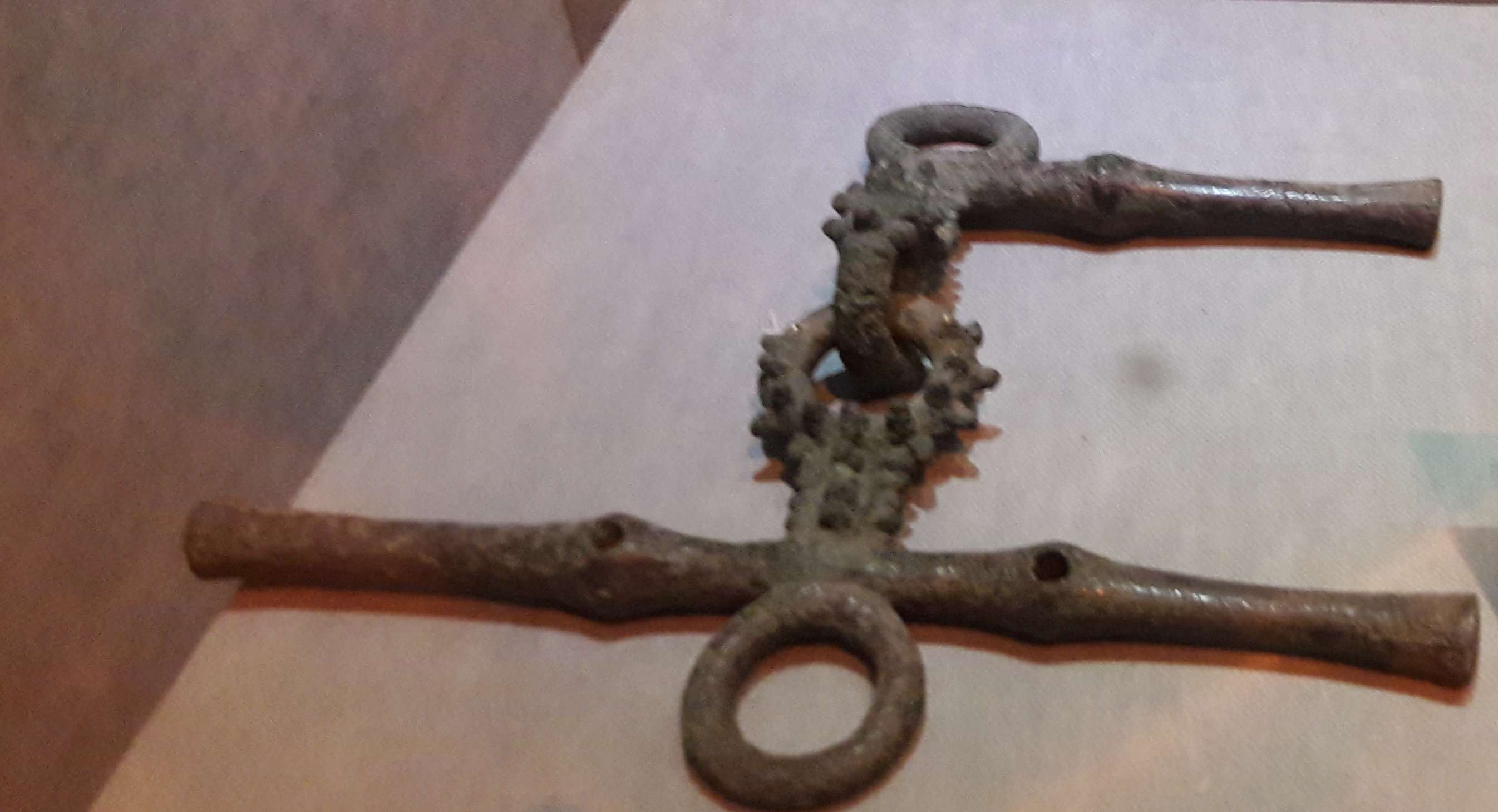
دهنه اسب احتمالاً مربوط به اسبان نسایی مربوط به دوران هخامنشیان _ موزه هخامنشی

## نسا کجا بود؟
NISÂYA
(Nisa)
later MPers. Nisây, Npers. Nesâ, Ar. Nasâ) یک اسم بسیار قدیمی از ناحیه و مکان‌های متعددی در ایران می‌باشد که به آسانی قابل تشخیص از یکدیگر نمی‌باشند. آن‌ها در منابع متعددی از زمان‌های قدیم و اعصار میانی نام برده شده‌اند و برای مثال مقدسی فهرست بلندی از نسا (Nisâ یا Nasâ) دارد (برای نمونه ماهیدشت در کرمانشاه، الشتر در لرستان، فارس، همدان، کرمان، خراسان). هر چند گمان برده می‌شود که تنها چند مورد از مناطقی که اسم جدیدتر آن‌ها نسا می‌بشد با مناطق اصلی که در گذشته نام آن‌ها نسایا بود در ارتباط باشند. نسا در پارسی باستان به معنی آباد و آبادی بوده و هم‌اکنون روستاهایی با نام نسا در استان‌های البرز، فارس، کرمان و خراسان وجود دارد و نیز قلعه نسا در حدود 15 کیلومتری جنوب غربی شهر عشق آباد، پایتخت کشور ترکمنستان قرار دارد که نام این نسا در زمان فرمانروایی مهرداد اول اشکانی (۱۷۱ تا ۱۳۸ پیش از میلاد) به مهردادکرت تغییر یافت اما امروزه باستان شناسان و مورخان آن را همچنان با نام نسا می‌شناسند (از این نسا تنها بقایای ارگ کهن اشکانی باقی‌مانده‌است).
شواهد جغرافیایی باستانی که به این مکان‌ها اذعان نموده‌اند شامل موارد زیر می‌باشند:
- دشت بزرگ Nisaean (هرودوت ۷٫۴۰٫۳۰) در ماد اغلب به عنوان خانه اسبان بزرگ و قدبلند نسایی در نظر گرفته می‌شود (هرودوت ۳٫۱۰۶٫۲) و منطقه‌ای بسیار مهم با توجه به نوشته‌های هرودوت، استرابو و .... بوده‌است. نیسایا (Nisaia (Old Persian Nisâya, 'settlement') ناحیه‌ای است در غرب ماد. دشت نسایی که توسط مولفان باستانی متعددی ذکر آن گفته شده‌است، به خاطر اسب‌های معروفش و شبدر مخصوص آن ناحیه(medicago sativa, "purple medic"; alternatively, alvalva) شناخته شده بود. دشت در ناحیه زاگرس در کرمانشاه کنونی در دشتی به نام ماد دشت( همان ماهیدشت کنونی) بود.
مارکورات می‌گوید :دژی که سیکیه هوتی نام داشته باید همان سرزمینی باشد که نویسندگان ایرانی و عرب قرون وسطی مرج القلعه یا مرج نامیده‌اند وامروزه هرون آباد(شاه آباد) گویند وشهر آن را طزر یاد کرده‌اند . در سر راه حلوان به همدان (پیش از بیستون) در میان دشت پهناوری دژی برپا بوده که ان را مرج القلعه یعنی مرغزار دژ یا مرج نامیده‌اند در زمان خلفا در همین‌جا اسب‌های سپاهیان عرب در چرا بودند اصطخری وابن حوقل در میان شهرهای جبال (=ماد) از مرج القلعه یاد کرده‌اند مقدسی آن را جز حلوان نوشته وابن رسته ان را یک دژ بزرگ شناخته است 
اسبان نسایی مشهورترین و با ارزش‌ترین اسبان دنیای باستان بودند و در ادبیات باستان کشورها به کرات به کار رفته‌است. یونانیان آن را تحسین کرده و از پاهایی که زمین را لرزانده سخن گفته‌اند. آن‌ها در ارتش کوروش در مقابل یونانیان به کار گرفته شدند (هرودوت ۷٫۴۰٫۲-۴; ۹٫۲۰) و بعدها به وسیله بقیه پادشاهان. اسب اسکندر مقدونی به نام Bucephalus یک اسب نسایی بود و وی این دشت را در تابستان ۳۲۴ قبل از میلاد دید و ۵۰۰۰۰ اسب را که هنوز در اصطبل پادشاهی بودند یافت. این دشت نسایی نه در شمال همدان (آنطور که اغلب ذکر شده) و نه در خراسان (آنچنان‌که Minorsky and Bosworth, p. ۹۶۶b ذکر کرده‌اند) بلکه جایی در استان کرمانشاه (Hanslik, col. ۷۱۲; Herzfeld, 1968, pp. ۱۵ f.) می‌باشد به‌طور دقیقتر با توجه به نوشته‌های دیودوروس (۱۷٫۱۱۰٫۵)، جایی در ناحیه باغستان در نزدیکی بیستون می‌باشد. این دشت اسب خیز را باید در ناحیه هارون آباد (بعدها شاه آباد و امروزه اسلام آباد غرب) در منطقه کرمانشاه -میان راه حلوان به همدان- جستجو کرد. بعدها اینجا «مرغزاردژ» نام گرفت و در عربی مرج القلعه خوانده شد و چراگاه اسبان خلفای عباسی گشت. استرابو که در زمان اشکانیان می زیست، می‌گوید: «مرغزاری پهناور در میان راه فارس و بابل به ری [دروازه کاسپین] وجود دارد که بنابر آنچه مشهور است در آن، در زمان شاهان پارسی (هخامنشی پنجاه هزار مادیان و نیز نریان‌های شاهانه می چریدند. دیودوروس صقلیه‌ای می گوید: منطقه ماد، یعنی دشت نسا، در روزگار هخامنشیان ۱۶۰۰۰۰ اسب می پرورانید، اما در دوره اسکندر این عده به ۶۰۰۰۰ تقلیل یافت. نام این دشت احتمالاً به اعصار میانی راه یافته بود چرا که یاقوت (writing in the 7th/۱۳th century) شهری را در نزدیک همدان با عنوان نیسا (Nisâ) نام برده‌است (cf. Schwarz, Iran V, p. ۵۵).
- نیسایا (Nisâya (n-i-s-a-y, rendered as El. Nu-iš-ša‚-ya, Bab. Ni-is-sa-a-a) نام منطقه‌ای در ماد می‌باشد که در نزدیکی بیستون قرار دارد جایی که داریوش اول، گوماتا مغ بزرگ دژ سیکایوواتی را کشت. همچنین به نظر می‌رسد که اشتقاقی از این نام در اسمهای شخصی به کار رفته‌است به عنوان مثال در نام پدر آتارفارن: آرام نیسی
- شهر تاریخی انشان یکی از شهرهای کهن و تاریخی ایران در ناحیه بیضا که در مناطق سردسیر فارس قرار داشت و ویرانه‌های آن نزدیک آبادی تپه ملیان برجاست. یاقوت حموی، به نقل از حمزه اصفهانی، می‌نویسد: نام بیضا تازی شده کلمه فارسی «دَر اِسفید» احتمالاً دژ سپید است. نام فارسی آن، نَسا، نَسایک / نَساتک / نَشانک بود.
- نوسایا توسط Hinz and Koch, p. ۱۰۱۲ در PF ۱۸۴۴:۷ به عنوان روستایی در منطقه‌ای اطراف پرسپولیس نام برده شده‌است هر چند که نمی‌توان به‌طور دقیق مکان آن را مشخص کرد. احتمال ارتباطی میان شهر نیسا (Nisâ ) یا نیسایاک (Nisâyak) در فارس که اعراب آن را البیدا (al-Baidáâ) می‌نامیدند و با فاصله یک روز سفر از شیراز قرار داشت وجود دارد که توسط یاقوت (Boldân I, p. ۷۹۱) و سایر جغرافیدانان عرب نام برده شده‌است. در اینجا نیز می‌بینیم که نام این محل به عنوان نام شخص در پرسپولیس یاد شده‌است: نایسایا (Na-a-ša‚-a-ya (i.e., OPers. *Naisâya)
- از نیسایا (Nisâiia) همچنین به عنوان پنجمین کشور زیبا جایی میان مارجیانا (Margiana) و تاجیکستان امروزی نام برده شده‌است جایی میان مرغاب رود و بالکو رود احتمالاً در فاریاب و جوزجان افغانستان و در زمان اشکانیان پایتختی شاهنشاهی محسوب می‌شد.
- استرابو همچنین می افزاید که اسبان تخمه نسایی در ارمنستان هم پرورده می‌شدند و «والی ارمنستان هر سال در جشن مهرگان بیست هزار کره اسب برای شاه ایران می فرستاد».
مکان‌های دیگری مثلاً در خراسان نیز به عنوان نسا شناخته شده‌اند:
ز گرگان بیامد به شهر نسا - یکی رهنمون پیش او از پسا
لیست کامل این مکان‌ها را می‌توانید در اینجا (http://www.cais-soas.com/CAIS/Geography/nisaya_nisa.htm) ببینید ولی آنچه به نظر می‌رسد این است که نسا به پرورش گاه اسبان گفته می‌شد (مشخص نیست که آیا در ابتدا نام نسا از آبادی‌هایی به همین نام به این اسب‌ها منتقل شده یا برعکس آبادی‌های کنار این دشت‌های پرورش اسب نسایی، این نام را به خود گرفته اند). در ایران نسا بسیار وجود داشته ولی شاید دشت‌های نسایی نخستین، جایی برای پرورش اسب‌های شاهنشاهی بوده و احتمالاً بعدها سایر اصطبل‌های شاهنشاهی نیز اسم نسا را در مکان‌های دیگر به خود گرفته‌اند ولی مواردی که در بالا ذکر شد مخصوصاً دشت نسا احتمالاً از اولین اسطبل‌های شاهنشاهی و محل اصلی پرورش اسب نسایی بودند که بعدها با انتقال پایتخت، بر تعداد اسطبل‌ها و دشت‌های شاهنشاهی برای پروزش اسب نسایی افزوده می‌شده‌است.

## رویدادهای تاریخی
رویدادهای تاریخی که در آن از اسب نسایی نام برده شده‌است:
- در ۴۸۱ قبل از میلاد کوروش به تسالی (Thessaly، قسمتی از یونان) حمله برد و با اسب نسایی اش مسابقه‌ای در برابر اسب‌های افسانه‌ای تسالیایی گذاشت و برد.
- در ۴۷۹ قبل از میلاد ژنرال ماردونیوس در زیر پای اسب نسایی سفید به غنیمت گرفته اش در نبرد Plataea جان سپرد. آتنی‌ها از وفاداری این اسب به ایرانیان هراسناک شدند و این اسب را کشتند.
- هنگامی که اسکندر بر پارس پیروز گشت، خواهان هزار اسب نسایی از کل شهرهای تصرف شده گشت.
- پادشاه سلوئوسید (Seleucid)، رمه‌های اسبان سلطنتی را در مراتع ماد جایزه گرفت. او سواره نظام گارد سلطنتی و لشکریان به شدت زره پوش را بر پشت اسبان بزرگ نسایی قرار داد. وقتی که ماد به وسیلهٔ اشکانیان تسخیر شد، رمه‌های اسب‌ها به دست آن‌ها افتاد و آن‌ها سپاهیان به شدت زره پوش خودشان را بر پشت این اسب‌ها گذاشتند.
- وقتی که نویسنده رومی استرابو (Strabo) اسب‌های نسایی را دید، آن‌ها را زیباترین اسب‌های سواری دنیا نامید.
- امپراتور Wu Ti در مورد اسب‌های آسمانی در غرب شنیده بود و لشکری برای آوردن تعدادی از آن‌ها از چین به سوی ایران فرستاد. با کشف راه تاجیکستان در این سفر، راه ابریشم به سمت غرب بازگشت.
- آخرین اسب نسایی شناخته شده در سال ۱۲۰۴ میلادی در قسطنطنیه مرد و اسب نسایی منقرض شد!